# 春やすこ・けいこ
春やすこ・けいこ（はるやすこ けいこ）は、漫才ブーム時代に活躍したアイドル女性漫才コンビ。所属事務所は松竹芸能。
「春やす子・けい子」と表記されていた時期もある。

## 概要
やすこは中学在学中から松竹芸能タレント養成所の児童部で子役で芝居の勉強をする、けいこは中学卒業後の1973年に松竹芸能タレント養成所に入り同じく芝居の勉強をする、その頃に2人が出会う。
1976年1月にたまたま養成所の漫才部の稽古の風景を見学することになり、そこで会社から組めと言われコンビを結成、同年3月に新花月にて「三橋泰子・出垣恵子」の本名で初舞台を踏む。1977年に海原千里・万里が解散したために「ポスト千里・万里」として期待される。当時人気だったピンク・レディーにあやかって漫才界のピンク・レディーとして人気を得る。師匠無しでこの世界に入ったため、屋号の「春」は養成所所属2ヶ月目にテレビ初出演した朝日放送で放送されていた「ワイドショー・プラスα」の当時新人タレントを集めた企画『春を待つ人』から拝借した。映画出演のほか、「ハートブレイクホテルは満員」（作詞は糸井重里）などレコードもリリースした。
1982年けいこは横山たかし・ひろしのひろしと結婚。1985年6月に長女を出産。これを機に漫才コンビは事実上の解散となった。
その後、やすこは『スチュワーデス物語』（TBSテレビ）に出演するなど女優としても活動し、1990年には実業家の一般男性と結婚した。近年は美容番組『美しくなりま専科』の司会やドラマ、舞台などに出演している。
また、けいこは2019年6月、夫のひろしの相方であった横山たかしが死去したことにより、同年10月からひろしと組んで「横山ひろし・春けいこ」として夫婦漫才コンビを結成し活動していくことを発表した。

## 芸風
芸能人をこき下ろす毒舌漫才を売りにしていた。一方的にまくし立てるやすこをけいこがなだめるのが定番。

## メンバー
- 春やすこ（1961年6月15日（63歳） - ）本名:中島泰子（旧姓・三橋）、大阪府出身。向陽台高等学校卒業。
- 春けいこ（1958年7月4日（66歳） - ）本名:小林恵子（旧姓・出垣）、大阪府出身。桜花学園高等学校卒業。

## その他
- 漫才ブームの頃はギャラは給料制で衣装代、交通費を全て自身で賄っていた。一部タクシー代だけは支払ってもらっていた。
- 漫才ブームで東京でのドラマ、映画、テレビ出演などで仕事が忙しくなると、大阪で出演していたレギュラー番組を全て降板し東京での仕事を優先した。しかし、その後漫才ブームが落ち着くと大阪での仕事が激減し、コンビを解消した一つの要因となった。と言っても完全にコンビを解消したわけではなく、期間限定でコンビを組んだりすることが多い。
- やすこと堀ちえみは『スチュワーデス物語』で共演以来の友人。1989年のちえみの芸能活動復帰の際、松竹芸能に所属するようにやすこが薦めた。
- 二人とも長身でプロポーションの持ち主ということもあり、漫才ブームの頃には水着姿を披露したり篠山紀信の撮影でセミヌードも披露した。やすこは後に単独で、映画やグラビア等でヌードを披露している。

## 受賞
- 第16回 上方漫才大賞、新人賞受賞
- 第10回 日本放送演芸大賞ホープ賞受賞

## 出演

### TV
- ヒット'78（1978年 - 1979年、日本テレビ）
- お笑いエース登場（1980年、日本テレビ）
- お笑いスター誕生!!（1980年、日本テレビ）
- THE MANZAI（1980年 - 1982年、フジテレビ）
- 初詣!爆笑ヒットパレード（1981年 - 1983年、フジテレビ）
- 激突!お笑いルーレット（1981年、関西テレビ）
- オレたちひょうきん族（1981年、フジテレビ）
- ザ・ハングマン（1983年、朝日放送）第3話
- 新・なにわの源蔵事件帳（1983年、NHK大阪放送局）第5話※・けいこのみ
- 日曜ビッグスペシャル 「オールスターチャリティーオークション笑ってもらって大もうけ！！」 (1984年7月1日 テレビ東京)
- カーネーション（2011年、NHK）第7〜8週

### ラジオ
- ポップ対歌謡曲（1982年、朝日放送ラジオ）
- お茶しましょ（2000年、MBSラジオ）

### CM
- 日専連札幌　札専カード（1980年）
- 横山製薬　イボコロリ（1984年）

## 音楽
- ハートブレイクホテルは満員／チョコレートの秘密（1981年、徳間音楽工業）
- 他人のデートは禁止したい!!（1981年、徳間音楽工業）